# جام خیریه انگلستان ۲۰۱۴
جام خیریه انگلستان ۲۰۱۴ نود و دومین مسابقهٔ سالیانه جام خیریه انگلستان بود که بین تیم‌های آرسنال و منچستر سیتی برگزار شد و آرسنال موفق شد سه بر صفر با گل‌های کازورلا، رمزی و ژیرو سیتی را شکست دهد و جام را بالای سر ببرد.